# Longitarsus nigrocillus
Longitarsus nigrocillus là một loài bọ cánh cứng trong họ Chrysomelidae. Loài này được Motschulsky miêu tả khoa học năm 1849.